# Franco Morone
Francesco Morone, detto Franco (Lanciano, 6 giugno 1956), è un chitarrista, compositore e arrangiatore italiano specializzato nella tecnica del fingerstyle.
È autore di album, libri e video basati sulle sue composizioni, sulla musica tradizionale italiana, jazz, blues e musica celtica. Si è esibito e ha insegnato in Europa, Stati Uniti e Giappone.

## Biografia
Ha iniziato a suonare la chitarra a 12 anni, e ha pubblicato il suo primo metodo per chitarra blues nel 1986. Laureato in Giurisprudenza all'Università di Bologna nel 1987, ha lavorato come giornalista per le riviste Guitar Club, Chitarre e Chitarra Acustica. Ha diviso il palco con diversi chitarristi come Woody Mann, John Renbourn, Tim Sparks, Leo Kottke. Si esibisce come solista, oppure in duetto con la cantante Raffaella Luna con cui ripropone una personale rivisitazione di brani tradizionali italiani. I suoi dischi sono stati prodotti da MBG, Carisch, Bèrben, attualmente pubblica i propri album e libri con la propria etichetta Acoustic Guitar Workshops AGW. Il suo album Italian Fingerstyle Guitar è stato premiato come miglior album nella categoria chitarra solista ai GPJ Folk Awards della musica indipendente statunitense.

## Discografia
- Stranalandia – BMG 1990
- Guitàrea - AMR 1994
- The South Wind – AMR 1996
- Melodies of Memories - AMR 1998
- Running Home - AMR 2001
- Italian Fingerstyle Guitar - AMR 2003
- The Road to Lisdoonvarna - AMR 2005
- Songs We Love – con Raffaella Luna – AGR 2008
- Miles of Blues – AGR 2010
- Back to My Best – AGR 2012
- Canti Lontani nel Tempo – con Raffaella Luna - AGR 2013
- Strings of Heart - AGW - 2022